# Лавровський (річка)
Лавровський — річка в Україні, у Луцькому й Млинівському районах Волинської й Рівненської областей. Ліва притока Стиру, (басейн Прип'яті).

## Опис
Довжина річки 11 км, похил річки 1,41  м/км, площа басейну водозбору 83,2  км²,   найкоротша відстань між витоком і гирлом — 8,53  км, коефіцієнт звивистості річки — 1,3 . Формується багатьма безіменними струмками та загатами. Частково каналізована.

## Розташування
Бере початок у селі Лаврів. Тече переважно на північний схід через село Велике і біля села Мстишин впадає у річку Стир, праву притоку Прип'яті.
Населені пункти вздовж берегової смуги: Загатинці.

## Цікавий факт
- Між селами Лаврів та Загатинці річку перетинає автошлях Т 0303.